# Джун Алисън
Джун Алисън (на английски: June Allyson) е американска актриса, певица и танцьорка. 

## Биография
Елинор Гейсман е родена на 7 октомврия 1917 година в Ню Йорк. Тя е дъщеря на Клара (родена Провост) и Робърт Гайсман, има брат Хенри, който е с две години по-голям, отгледана е като католичка. Нейните баба и дядо по бащина линия, Хари Гайсман и Анна Хафнер са имигранти от Германия,  въпреки че Алисън твърди, че фамилното ѝ име първоначално е „Ван Гайсман“ и е от холандски произход.  Студийните биографии я посочват като Ян Алисън, родена от френско-английски родители. След смъртта ѝ дъщеря ѝ твърди, че Джун Алисън е родена „Елеонора Гейсман от майка французойка и баща нидерландец.“ 

### Кариера
Джун Алисън започва кариерата си през 1937 г. като танцьорка в късометражни филми и на Бродуей през 1938 г. през 1943 г. подписва договор с Метро-Голдуин-Майер, а на следващата година става известна в „Две момичета и моряка“. Образът на Алисън „момиче в съседство“ се затвърждава в средата на 1940-те години, когато партнира на актьора Ван Джонсън в шест филма. През 1951 г. тя печели наградата „Златен глобус за най-добра актриса в мюзикъл или комедия“ за изпълнението си в „Твърде млада за целувка“. От 1959 до 1961 г. е водеща и от време на време участва в собствената си антологична поредица „Шоуто на Дюпон с Джун Алисън“, която се излъчва по Си Би Ес.
През 1970-те години тя се завръща на сцената с участие в „Четиридесет карата“ и „Не, не, Нанет“. През 1982 г. пуска автобиографията си „Джуни Алисън“ от Джуни Алисън и продължава кариерата си с гост роли в телевизията и случайни участия във филми. По-късно създава фондация Джун Алисън (June Allyson Foundation) за информираност на обществеността и медицински изследвания, и работи за набиране на пари за изследвания за урологични и гинекологични заболявания, засягащи възрастните граждани. През 1980-те години става рекламно лице на бельото Depend. Последната ѝ поява на екран е през 2001 г.

### Личен живот
Джун Алисън се омъжва четири пъти (за трима съпрузи) и има две деца от първия си съпруг Дик Пауъл.
Тя каза за себе си: „Имам големи зъби. Шептя. Очите ми изчезват, когато се усмихвам. Гласът ми е забавен. Не пея като Джуди Гарланд. Не танцувам като Сид Чарис.“ 

### Смърт
След операция за смяна на тазобедрената става през 2003 г. здравето на Алисън започна да се влошава. Със съпруга си до нея тя почива на 8 юли 2006 г. на 88 години в дома си в Охай, Калифорния. Смъртта ѝ е резултат от белодробна дихателна недостатъчност и остър бронхит.  След смъртта и, Кимбърли-Кларк Корпорейшън (Kimberly-Clark Corporation) внася 25 000 щатски долара във фондация Джун Алисън, за да подкрепи напредъка на научните изследвания в грижите и лечението на жени с уринарна инконтиненция. 

## Избрана филмография
| година | филм                    | оригинално заглавие | роля         | режисьор          |
| ------ | ----------------------- | ------------------- | ------------ | ----------------- |
| 1951   | Твърде млада за целувка | Too Young to Kiss   | Синтия Потър | Робърт З. Леонард |